# Halvax Gyula
Halvax Gyula (Kaposvár, 1906. április 1. – Budapest, 1984. október 12.) magyar festő.

## Élete
Apja, Halvax Ödön családias, jó kapcsolatban állt Rippl-Rónai Józseffel, a kaposvári Rómahegyen szőlőszomszédok voltak. Rippl megtanította a pasztell kezelésére és a saját dekoratív stílusára. Amikor látta, hogy a fogékony fiú a bútorokhoz támasztva festi képeit, egy festőállványt ajándékozott neki. Az érettségi után nem vették fel a főiskolára. Néhány hónapra a kecskeméti művésztelepre ment, ahol Révész Imrétől tanult. Tanulmányait egy év múlva a Képzőművészeti Főiskola tanári szakán Rudnay Gyula osztályában folytatta. Főiskolás éveiben is látogatta Rippl-Rónait, 1927-ben, röviddel a halála előtt portrét festett a beteg mesterről. Arcképei mély pszichológiai megfigyeléssel, a lelki sajátosságok, az egyéniségek legjellemzőbb kiemelésével készültek.  1929-ben Rudnay Gyula tanítványaként középiskolai rajztanári oklevelet szerzett. Rövid olaszországi tanulmányútja után főleg pasztell arcképeket, figurális kompozíciókat festett. Itáliai, majd franciaországi tanulmányútja után a Balatonnál és Somogy vármegyében festett. 1931-ben a Nemzeti Szalonban, 1934-ben Fiumében volt egyéni tárlata. A somogyi és balatoni tájak „festőpoétájának” nevezték. Noha római ösztöndíjas volt, tudatosan kerülte a novecento hatását. Enyhén szecessziós impresszionisztikus-naturalista tájképeket festett, világos, élénk, eleven színekkel.

## Egyéni kiállítások
- 1931. Nemzeti Szalon, Budapest
- 1934. Quarnero G., Fiume, Olszország[5]

## Alkotások
Alapvetően festőként van számontartva, de feltehetően játékból, kísérletezésből fakadóan kerámiákat is alkotott. Alkotásai rendszeres résztvevői különböző aukcióknak.